# امی گریفین
امی گریفین (انگلیسی: Amy Griffin؛ زادهٔ ۲۵ اکتبر ۱۹۶۵) بازیکن فوتبال اهل ایالات متحده آمریکا است.

وی همچنین در تیم ملی فوتبال زنان ایالات متحده آمریکا بازی کرده‌است.
وی در مسابقات کشوری و بین‌المللی در مجموع برندهٔ ۱ مدال طلا شده‌است.